# Ludolph van Ceulen
Ludolph van Ceulen ou Coelen (1540-1610) est un mathématicien allemand qui émigra aux Pays-Bas. Il fut le premier professeur de mathématiques rétribué par l'université de Leyde ; calculateur prodigieux, il obtint par les mêmes moyens qu'Archimède une valeur approchée de π avec 35 décimales exactes, record qui ne lui fut pas contesté pendant trente ans.

## Biographie

### De Hildesheim à Anvers
Ludolph van Ceulen est né dans la principauté épiscopale de Hildesheim, d'Hester de Roode (d'origine flamande) et de Johannes van Ceulen, marchand peu fortuné, dans une famille nombreuse. Il ne fait pas d'étude universitaire et ne sait pas lire le latin ni le grec.
Au début de sa vie, il gagne donc son pain comme professeur d'escrime, ce qui lui permet d'entrer en contact avec la bonne société de son époque.
D'après Meursius, van Ceulen vit les années qui suivent la mort de son père en Livonie, puis rejoint son frère, Gert, à Anvers, où il prend ses premières leçons de mathématiques sous la férule d'un certain Johan Pouwelsz. Il y enseigne lui-même les mathématiques à partir de 1566.
Après un voyage en Allemagne en 1569, durant lequel il visite Cologne, Ceulen, dont le nom évoque cette ville, retourne sur Anvers.
Membre de l'église calviniste des Pays-Bas, il est probable que van Ceulen fut parmi les dizaines de milliers de protestants persécutés par le duc d'Albe aux environs de 1576 et qu'il partit avec un grand nombre d'entre eux vers Delft cette année-là.

### La vie à Delft
Il épouse peu après sa première femme, Mariken Jansen, dont il a cinq enfants.
On conserve sa trace à Delft par le certificat de baptême de sa fille Marie, née le 4 mai 1578.
Le 13 mai 1580, Ceulen demande au conseil de la ville de Delft l'autorisation d'ouvrir une école d'escrime et obtient le droit de s'installer dans l'église du monastère Saint-Aghata, qui se trouve sans occupant. Une indemnité annuelle de 25 florins lui est allouée par la ville dans ce but.
De 1580 à 1584 quelques querelles mathématiques l'opposent à William Goudaan (professeur de mathématiques d'Haarlem, qui réfute les travaux de Ceulen mais publie des solutions erronées à ses propres problèmes) et à Simon van der Eycke (à propos de la quadrature du cercle). Il publie en 1585 et 1586 des ouvrages dénonçant les erreurs de ses adversaires. Son amitié avec Adrien Romain date de cette année-là, selon Henri Bosmans.
En 1587, le bourgmestre de Delft Jan Cornets de Groot, mathématicien amateur reconnu et père du juriste Hugo Grotius, traduit pour lui les livres d'Archimède. Van Ceulen y peut lire qu'en découpant le cercle en 96 parties on montre que {\displaystyle {223 \over 71}<\pi <{22 \over 7}}. Il en déduit d'autres approximations de π en utilisant, comme l'avait fait Viète en 1579, des nouvelles suites de polygones réguliers.
Il voyage à Brême en 1587 et à Arnhem en 1589. En 1590, à la mort de sa première épouse, van Ceulen se remarie (le 17 juin) avec Adriana Simondochter, veuve la même année du professeur de mathématiques, et ami de Ceulen, Barthélemy Cloot. Elle a de son côté huit enfants.

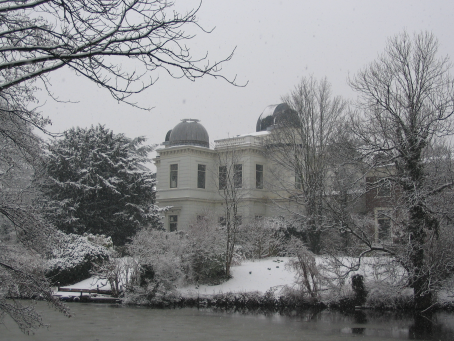
Observatoire de Leyde dans les jardins de l'université.

### L'université de Leyde
En 1594, il déménage avec toute sa famille à Leyde. Il y enseigne toujours les mathématiques et l'escrime.
Le 9 juin 1594, le Conseil de Leiden l'autorise à ouvrir une école d'escrime à la Faliedenbegijnkerk
Après les élucubrations de l'humaniste protestant Joseph Juste Scaliger qui, voulant se mêler de mathématiques, publie en 1594 une Cyclometrica elementa où il déclare π = √10, van Ceulen se trouve dans l'embarras. Si François Viète, Clavius et Adrien Romain, son ami de Louvain, peuvent critiquer Scaliger en toute liberté, il en va de tout autre manière pour lui : Scaliger est professeur de l'université de Leyde, il écrit en latin, que van Ceulen ne sait pas lire. Il se rapproche donc des universitaires de Leyde et tente par eux d'obtenir de Scaliger qu'il corrige de lui-même ses erreurs, ce en quoi il sera déçu.
En 1595, il donne sa solution au problème qu'Adrien Romain posait aux mathématicien du monde entier (mais particulièrement à Ceulen, le professeur de Wurzbourg tenant celui de Leyde pour le meilleur calculateur européen). Il en donne une solution de 24 décimales. La même année Viète donnera les 22 solutions positives de ce problème (une équation de degré 45) avec 8 décimales chacune.
En 1596, il publie néanmoins son propre livre, Van den circkel (« À propos du cercle »), où il donne π avec 20 décimales, reléguant loin derrière Al-Kashi (16 décimales en 1424), Adrien Romain (15 décimales en 1595) et Viète (11 décimales en 1579).
Pour cela, il utilise un polygone régulier de 15×231 = 32 212 254 720 côtés.
Le 13 mars 1598, il est nommé au comité chargé d'examiner les demandes de brevets pour les instruments maritimes en compagnie de Joseph Scaliger, Willebrord Snell et Simon Stevin. Il est de nouveau nommé à ce comité le 26 juin 1598. En 1599 il siège au comité d'étude des impôts et des calculs des intérêts de la ville de Leyde, sous la présidence du même Joseph Scaliger.
En 1600 Le prince Maurice d'Orange ayant mis sur pied sa propre école d'ingénierie militaire, rattachée à l'université de Leyde, et l'ayant placée sous la direction de Simon Stevin, van Ceulen y enseigne pendant les dix dernières années de sa vie l'arithmétique et l'arpentage en des cours d'une demi-heure, suivis d'une demi-heure de questions. Son élève le plus célèbre y est alors Snell, qui traduit ses œuvres en latin.
En 1602, l'un de ses adjoints menace d'ouvrir sa propre école d'escrime, et van Ceulen obtient du Conseil la fermeture de cette école concurrente.
Il calcule 35 décimales de π, avant de mourir en 1610.

## Le calcul deπ

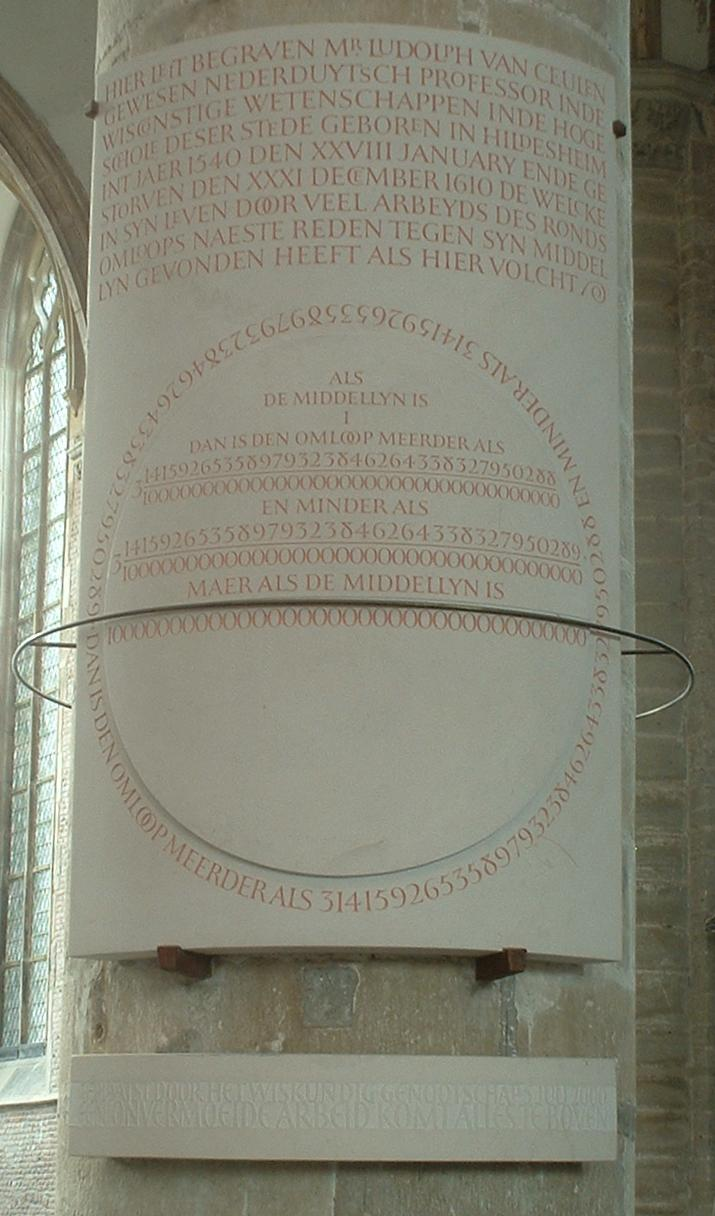
Copie de la pierre tombale de van Ceulen (perdue vers 1800).

Ludolph van Ceulen passa la majeure partie de sa vie à calculer la valeur de π, utilisant essentiellement les mêmes méthodes que celles employées par Archimède quelque 1 800 années plus tôt. Il en publia 20 décimales dans son livre Van den circkel (Sur le cercle) en 1596, en découpant un pentadécagone (15 côtés, voir figure ci-contre) en 2, puis 4, etc., puis 231 parties. Il découvrit 15 décimales supplémentaires entre 1603 et 1610 (son dernier calcul correspondant au périmètre d'un polygone régulier de 262 côtés). Après sa mort, à sa demande, plusieurs décimales du nombre π, également appelé « nombre de Ludolph », furent gravées sur sa tombe à Leyde (le nom actuel de π, première lettre des mots grecs περιφέρεια, périphérie, et περίμετρος, périmètre, c'est-à-dire circonférence, lui sera donné en 1706 par William Jones). Snell publia ces résultats en 1619 et 1621.
Grâce à lui, on sut désormais que :
3,141 592 653 589 793 238 462 643 383 279 502 88 < π < 3,141 592 653 589 793 238 462 643 383 279 502 89
En Allemagne, le « nombre de Ludolph » est encore utilisé pour périphraser π.

## Œuvres
- Anthumes :

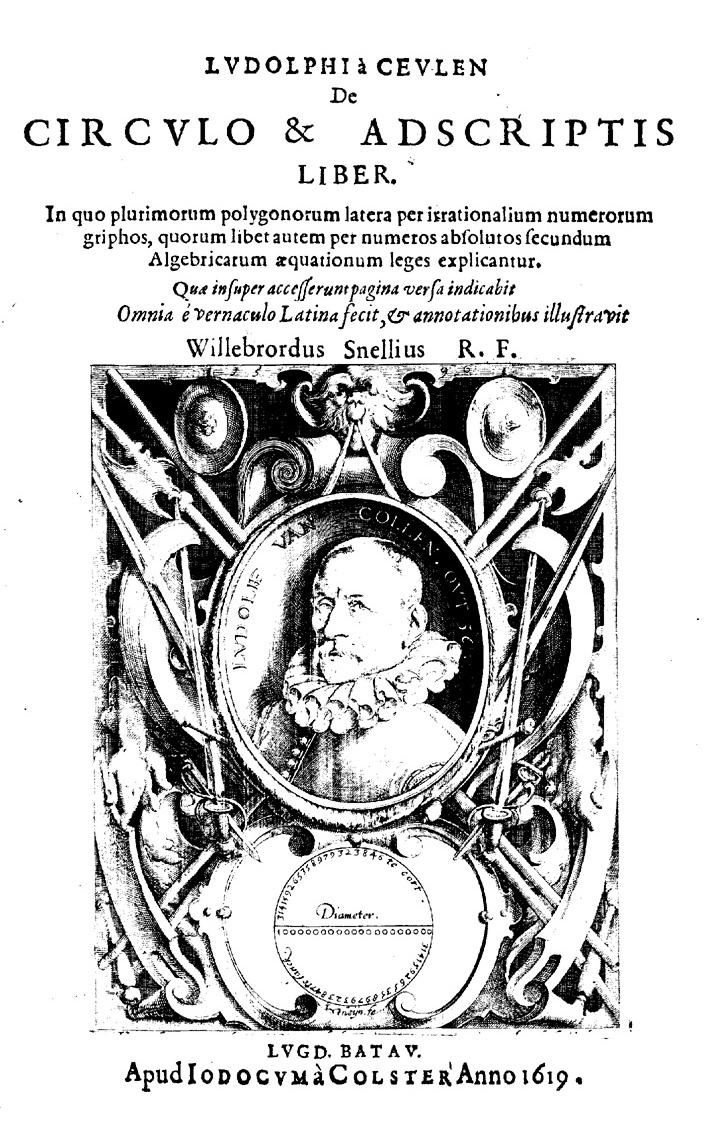
De circulo & adscriptis liber (1619).

  - (nl) Ludolph van Ceulen : Proefsteen Ende Claerder wederleggingh dat het claarder bewij... À propos de la quadrature du cercle. Publié à Amsterdam, 1586
  - (nl) Ludolf van Ceulen : Van den circkel. Première publication de l'approximation de Pi. Publié par Jan Andriesz Boeckvercooper de Maret-Veldt à Gulden ABC, 1596 [lire en ligne]
- Posthumes :
  - (nl) Ludolf Ceulen : De arithmetische en geometrische fondamenten. Publié à Leyden, par Joost van Colster, Jacob Marcus, 1615, [lire en ligne].
  - (la) Fundamenta arithmetica et geometrica cum eorumdem usu in variis problematis geometricis de Ludolpho a Ceulen,... e vernaculo in latinum translata a Wil. Sn. [Willebrordo Snellio], 1617
  - (la) Ludolphi a Ceulen de Circulo et adscriptis liber, in quo plurimorum polygonorum latera per irrationalium numerorum griphos, quorumlibet autem per numeros absolutos secundum algebricarum aequationum leges explicantur..., Omnia e vernaculo latina fecit et annotationibus illustravit Willebrordus Snellius, 1619